# توماس مولر (متزحلق نوردي مزدوج)
توماس مولر (بالألمانية: Thomas Müller)‏ هو متزحلق نوردي مزدوج ألماني، ولد في 5 مارس 1961 في أشافنبورغ في ألمانيا.

## وصلات خارجية
- توماس مولر على موقع الاتحاد الدولي للتزلج (التزلج النوردي المزدوج) (الإنجليزية)
- توماس مولر على موقع أوليمبيديا (الإنجليزية)